# كيري سيمبسون
كيري سيمبسون (بالإنجليزية: Kerry Simpson)‏ هي متزلجة كندية، ولدت في 1981 في ميلفيل ‏ في كندا.

## وصلات خارجية
- كيري سيمبسون على موقع SpeedSkatingNews.info (الإنجليزية)
- كيري سيمبسون على موقع SpeedSkatingStats.com (الإنجليزية)
- كيري سيمبسون على موقع أوليمبيديا (الإنجليزية)